# Milicianas. Mujeres republicanas combatientes
Milicianas. Mujeres republicanas combatientes es un libro de Ana Martínez Rus, profesora de Historia Contemporánea de la Universidad Complutense de Madrid, publicado en 2018.Se trata de una recopilación de la toda la información que se encuentra en diversas publicaciones sobre las milicianas y su papel durante la Guerra civil española. En el libro se profundiza sobre la experiencia de estas mujeres y los conflictos de género que suscitaron su presencia en la contienda, desmontando muchos de los mitos que se han generado desde la guerra civil hasta la actualidad. Se trata de una obra de divulgación dirigida a un público amplio, más allá del colectivo investigador.

## Sinopsis
Se estructura en cuatro capítulos además de una introducción, un epígrafe final de conclusiones y bibliografía. En la introducción la autora nos presenta el objetivo de la obra: rescatar la vida y trayectoria de estas mujeres con el mayor rigor. Para ello analiza el contexto y las circunstancias que las llevaron a tomar las armas, el mito que se generó a su alrededor haciendo un recorrido por las obras e investigaciones publicadas.
El libro se divide en tres partes. Una primera parte agrupa los tres primeros capítulos en los que la autora realiza un análisis de la situación de la mujer en los espacios públicos y privados durante la Segunda República española, la guerra civil y la posguerra. El cuarto capítulo corresponde a la segunda parte, en él nos presenta semblanzas de las diez milicianas más significativas, centrándose en su vida y su cometido político y militar. La tercera parte sería el apartado dedicado a las conclusiones donde plantea nuevas vías de investigación.
El primer capítulo, Las mujeres en la segunda República, hace un recorrido por la legislación vigente, las mujeres ya contaban con una igualdad jurídica y política reflejada en la Constitución española de 1931, eran ciudadanas de pleno derecho. Es en esta coyuntura cuando surgen asociaciones feministas de diversa índole, las mujeres están comprometidas políticamente, son militantes y van a luchar por la defensa de sus derechos incluso en el frente.
El segundo capítulo, Las mujeres en la guerra civil, es cuando la autora relaciona este compromiso político adquirido por las mujeres y el papel de éstas durante la guerra. Estuvieron tanto en el frente como en la retaguardia asumiendo todo tipo de tareas y responsabilidades. A partir de distintos nombres significativos, Federica Montseny, Julia Álvarez Resano, Matilde Landa, muestra el papel determinante de muchas mujeres, subrayando su invisibilización durante la dictadura franquista.
El tercer capítulo, Mujeres en el frente, expone el perfil de la miliciana, las diferentes motivaciones para ir al frente, la heterogeneidad ideológica y el reparto de tareas, igualitario en algunas zonas y en otras con una clara división sexual. Deja patente el gran impacto que suscitó en la sociedad patriarcal de la época y, a partir de algunos testimonios, estudia el trato que recibieron las milicianas.
El cuarto capítulo, Experiencias de milicianas en las trincheras, detalla las experiencias de diez milicianas escogidas por su militancia y compromiso en la década de 1930 y el impacto que tuvieron en la sociedad española: María Pérez Lacruz (María la Jabalina), Rosario Sánchez Mora (La Dinamitera), Micaela Feldman de Etchebéhère, Fidela Fernández de Velasco Pérez, Julia Manzanal Pérez, Soledad Casilda Hernaéz, Enriqueta Otero Blanco, Amparo Poch y Gascón, Aurora Arnáiz Amigo y Ana Carrillo Domínguez.
El último capítulo, a modo de conclusión, Milicianas, mujeres de su tiempo, hace una recapitulación de los puntos claves desarrollados.